# 울던 빨강오니
《울던 빨강오니》(泣いた赤鬼)는 하마다 히로스케 작의 아동 문학이다. 하마다의 대표작으로, 학교 교과서에도 채용되었다. 초출은 《오니의 상담》의 표제로 《똑똑한 소학 2년생》(정문관) 1933년 8월호부터 연재. 초판은 1935년 7월에 간행된 《히로스케 히라카나 동화》 오카무라 서점에 소수.

## 줄거리
어느 산 속에 한 사람의 착한 빨강오니가 살고 있었다. 빨강오니는 계속 인간과 친해지고 싶어, '마음씨 착한 오니입니다. 누군가 와 주세요. 맛있는 과자가 있습니다. 차도 끓여 드립니다.'라는 팻말을 써서 집 앞에 세웠다. 그러나 인간들은 의심하여 누구 한 사람 빨강오니의 집에 놀러 오지 않았다. 빨강오니는 매우 슬퍼, 신용 받을 수 없음을 분해했고, 마침내 화가 나 모처럼 세운 팻말을 뽑아 버렸다.
혼자 슬픔에 살고 있었을 무렵, 친구인 파랑오니가 빨강오니의 곁을 방문한다. 빨강오니의 이야기를 들은 파랑오니는 "내가 인간의 마을에 나가서 날뛰겠다. 거기에 네가 나와 쓰러트린다. 그러면 인간들에게도 네가 착한 악마라는 것을 알 수 있을 것이다'라는 방법을 떠올린다. 이것으로는 친구에게 미안하다고 생각하는 빨강오니였지만, 파랑오니는 억지로 빨강오니를 데리고, 인간들이 사는 마을로 향하는 것이었다.
그리고 마침내 전략은 실행되었다. 파랑오니가 일부러 마을 사람들을 덮치고, 빨강오니가 열심히 막아 돕는다. 작전은 성공했고, 덕분에 빨강오니는 인간과 친해져, 마을 사람들은 빨강오니의 집에 놀러 오게 되었다. 인간 친구가 생긴 빨강오니는 매일매일 놀고 계속 충실한 매일을 보낸다.
하지만 빨강오니에게는 하나 신경이 쓰이는 일이 있었다. 그것은 가장 친한 친구인 파랑오니가 그때부터 한 번도 놀러 오지 않는 것이었다. 지금 마을사람과 사이좋게 살고 있는 것은 파랑오니 덕분이므로, 빨강오니는 근황 보고도 겸해 파랑오니의 집을 방문하기로 했다. 그러나, 파랑오니의 집 문은 단단히 잠겨 있고, 문 옆에 "빨강오니 군, 인간들과 잘 지내고, 즐겁게 살아 주세요. 만약 내가 이대로 너와 사귀고 있으면, 너도 나쁜 악마라고 생각될지도 모릅니다. 그래서, 나는 여행을 떠나기로 결정했습니다. 기나긴 여행을 떠나지만 언제까지나 널 잊지 않습니다. 안녕, 몸을 돌봐 주세요. 나는 어디까지나 너의 친구입니다. 파랑오니' 빨강오니는 침묵으로 그것을 두 번이나 세 번이나 읽고 눈물을 흘리는 것이었다.